# Ecliptopera chrysozona
Ecliptopera chrysozona là một loài bướm đêm trong họ Geometridae.